# Scathophaga scybalaria
Scathophaga scybalaria är en tvåvingeart som först beskrevs av Carl von Linné 1758.  Scathophaga scybalaria ingår i släktet Scathophaga och familjen kolvflugor. Arten är reproducerande i Sverige. Inga underarter finns listade i Catalogue of Life.